# Steve Powell
Stephen "Steve" Powell (født 20. september 1955 i Derby, England) er en tidligere engelsk fodboldspiller, der tilbragte hele sin karriere som forsvarer eller alternativt midtbanespiller hos Derby County i sin fødeby. Han nåede i alt, over en 15 år lang periode, at spille 352 ligakampe og score 20 mål for klubben, som han hjalp til det engelske mesterskab i både 1972 og 1975.
Efter sit karrierestop forsøgte Powell sig i en kort overgang som manager hos den lille klub Burton Albion.

## Titler
Engelsk 1. division
- 1972 og 1975 med Derby County

Charity Shield
- 1975 med Derby County